# Thraulus turbinatus
Thraulus turbinatus is een haft uit de familie Leptophlebiidae. De wetenschappelijke naam van de soort is voor het eerst geldig gepubliceerd in 1909 door Ulmer.
De soort komt voor in het Afrotropisch gebied.